# David Singh
David Singh é um personagem fictício que aparece em várias publicações da DC Comics. Ele é o Diretor do Laboratório Criminal do Departamento de Polícia de Central City, que leva Barry Allen para o laboratório por ordem do Capitão Frye.

## Biografia ficcional do personagem
David Singh é o diretor do laboratório criminal no Departamento de Polícia da Central City. Quando ele assumiu, o laboratório começou a enfatizar a quantidade de casos resolvidos sobre a qualidade, o que resultou na alienação de alguns cientistas de longa data, como Patty Spivot. Barry Allen voltou a trabalhar para o D.P.C.C. e o Capitão Fyre colocou-o sob as ordens de Singh. Em seu primeiro dia de volta, Singh deu-lhe o caso do assassinado do Mestre dos Espelhos. Então, Singh, mais tarde, pega Barry procurando os arquivos de Jason Hicks, um caso que tinha sido fechado e já tinha ido a julgamento. Barry explica que a mãe de Jason veio a ele pedir ajuda e acusa Singh de não dar mínima para seu trabalho.

### Ponto de Ignição
Nesta realidade alternativa, Singh ainda é o Diretor do Laboratório Criminal do Departamento de Polícia de Central City, e ele é uma das poucas pessoas em Central City que acreditam que o Cidadão Frio é realmente um assassino e não um herói, tudo que ele precisa são de algumas provas concretas que evidenciem esse fato.

## Em outras mídias

### Televisão
- Patrick Sabongui interpreta David Singh na série The Flash da The CW.[2] Singh é o Capitão do DPCC, não simplesmente o chefe do laboratório criminal. Ao longo da primeira metade da primeira temporada, Singh é mostrado sendo duro com Barry por estar atrasado ou desajeitado. Durante a segunda metade, ele começa a tratar Barry com mais igualdade e eles começam a ter um respeito mútuo um com o outro. Embora ele inicialmente aprove uma força tarefa para capturar o Flash, ele volta atrás com a ideia após o Flash ajudá-lo em uma luta de rua contra o Capitão Frio e o Onda Térmica. Ele até pede ao Detetive Joe West que sua filha, Iris, entre em contato com o Flash para ajudar quando o Mago do Tempo começa a matar pessoas para chegar ao Joe. Essa versão do personagem também é gay, seu esposo Rob é mostrado no episódio "Out of Time" and "The Trap", da primeira temporada. A contraparte de Singh da Terra-Dois é um criminoso que Barry testemunha ser preso ("Welcome to Earth-2").
- David Singh aparece em Arrow, com Patrick Sabongui reprisando seu papel. No episódio "Second Chances", o Arqueiro Verde contacta o Capitão Singh e pergunta a ele sobre a história de Tina Boland, de 2 anos antes da explosão do acelerador de partículas dos Laboratórios S.T.A.R.
- Singh, também interpretado por Sabongui, aparece em Supergirl, no episódio Crisis on Earth-X Parte 1, um grande evento crossover entre todas as séries live-action do Universo Arrow. No episódio, Singh e Rob aparecem como convidados do casamento de Barry e Iris.